# Crisipo de Solos
Crisipo de Solos (Χρύσιππος ὁ Σολεύς, Chrysippos ho Soleus) nació c. 281/78 a. C. en Tarso o Solos (Cilicia) y murió c. 208/05 a. C., en Atenas. Fue un filósofo griego, máxima figura de la escuela estoica antigua. Nacido en Cilicia, se mudó en su juventud a Atenas, donde se hizo estudiante del filósofo estoico Cleantes. A la muerte de este, alrededor del 230 a. C., Crisipo se convirtió en el tercer maestro de la escuela estoica. Un escritor prolífico, Crisipo expandió las doctrinas fundamentales del mentor de Cleantes, Zenón de Citio, fundador y primer maestro de la escuela. Se le considera a menudo el fundador de la gramática como disciplina específica en Grecia. Ya en la Antigüedad, le llamaban segundo fundador de la Stoa, y hasta decían que «De no haber existido Crisipo, no existiría tampoco la Stoa». Diógenes Laercio escribió: «Si los dioses se ocuparan de dialéctica, utilizarían la dialéctica de Crisipo».
Crisipo destacó en lógica, epistemología, ética y física. Creó un sistema original de lógica proposicional para comprender mejor el funcionamiento del universo y el papel de la humanidad en él. Se inclinaba por una visión fatalista del destino, pero buscó con todo un rol para la agencia personal en el pensamiento y la acción. La ética, en su opinión, dependía de la comprensión de la naturaleza del universo, y enseñó una terapia consistente en extirpar las pasiones rebeldes que deprimen y aplastan el alma. Fue iniciador del éxito del estoicismo como uno de los movimientos filosóficos más influyentes durante siglos en el mundo griego y romano. La orientación lingüística de la obra de Crisipo dificultó su estudio incluso dentro de la escuela estoica.
De sus varias obras escritas, ninguna ha sobrevivido salvo como fragmentos. Recientemente se han descubierto segmentos de algunas de sus obras entre los papiros herculanos.

## Vida
Crisipo era hijo de Apolonio de Tarso, pero se cree que nació en Solos. Era muy pequeño de estatura y se le atribuye haber entrenado como un corredor de larga distancia. Siendo aún joven, perdió su herencia cuando fue confiscada por la tesorería del rey. Crisipo se trasladó a Atenas, donde se convirtió en discípulo de Cleantes, que era entonces la cabeza de la escuela estoica. Se dice también que asistió a los cursos de Arcesilao y de su sucesores Lacides, en la Academia platónica.
Orígenes y relaciones genealógicas
|            |            |            |            |             |             | Apolonio    | Apolonio    | Apolonio    | Apolonio    | Apolonio | Apolonio |                     |                     |                     |                     |                     |                     | Esposa desconocida | Esposa desconocida | Esposa desconocida | Esposa desconocida | Esposa desconocida | Esposa desconocida |                  |                  |
|            |            |            |            |             |             | Apolonio    | Apolonio    | Apolonio    | Apolonio    | Apolonio | Apolonio |                     |                     |                     |                     |                     |                     | Esposa desconocida | Esposa desconocida | Esposa desconocida | Esposa desconocida | Esposa desconocida | Esposa desconocida |                  |                  |
|            |            |            |            |             |             |             |             |             |             |          |          |                     |                     |                     |                     |                     |                     |                    |                    |                    |                    |                    |                    |                  |                  |
|            |            |            |            |             |             |             |             |             |             |          |          |                     |                     |                     |                     |                     |                     |                    |                    |                    |                    |                    |                    |                  |                  |
|            |            |            |            | Nausícrates | Nausícrates | Nausícrates | Nausícrates | Nausícrates | Nausícrates |          |          | Hermana desconocida | Hermana desconocida | Hermana desconocida | Hermana desconocida | Hermana desconocida | Hermana desconocida |                    |                    | Crisipo de Solos   | Crisipo de Solos   | Crisipo de Solos   | Crisipo de Solos   | Crisipo de Solos | Crisipo de Solos |
|            |            |            |            | Nausícrates | Nausícrates | Nausícrates | Nausícrates | Nausícrates | Nausícrates |          |          | Hermana desconocida | Hermana desconocida | Hermana desconocida | Hermana desconocida | Hermana desconocida | Hermana desconocida |                    |                    | Crisipo de Solos   | Crisipo de Solos   | Crisipo de Solos   | Crisipo de Solos   | Crisipo de Solos | Crisipo de Solos |
|            |            |            |            |             |             |             |             |             |             |          |          |                     |                     |                     |                     |                     |                     |                    |                    |                    |                    |                    |                    |                  |                  |
|            |            |            |            |             |             |             |             |             |             |          |          |                     |                     |                     |                     |                     |                     |                    |                    |                    |                    |                    |                    |                  |                  |
| Filócrates | Filócrates | Filócrates | Filócrates | Filócrates  | Filócrates  |             |             |             |             |          |          |                     |                     |                     |                     | Aristocreón         | Aristocreón         | Aristocreón        | Aristocreón        | Aristocreón        | Aristocreón        |                    |                    |                  |                  |

Crisipo se lanzó con entusiasmo al estudio del sistema estoico. Su reputación de aprendizaje entre sus contemporáneos fue considerable. Era conocido por su audacia intelectual y confianza en sí mismo, y su confianza en su propia habilidad se demostró, entre otras cosas, en la frase que se supone le hizo a Cleantes: «sólo necesito saber los dogmas, pues hallaré luego las demostraciones». Sucedió a Cleantes como jefe de la escuela estoica cuando éste murió, alrededor del año 230 a. C..

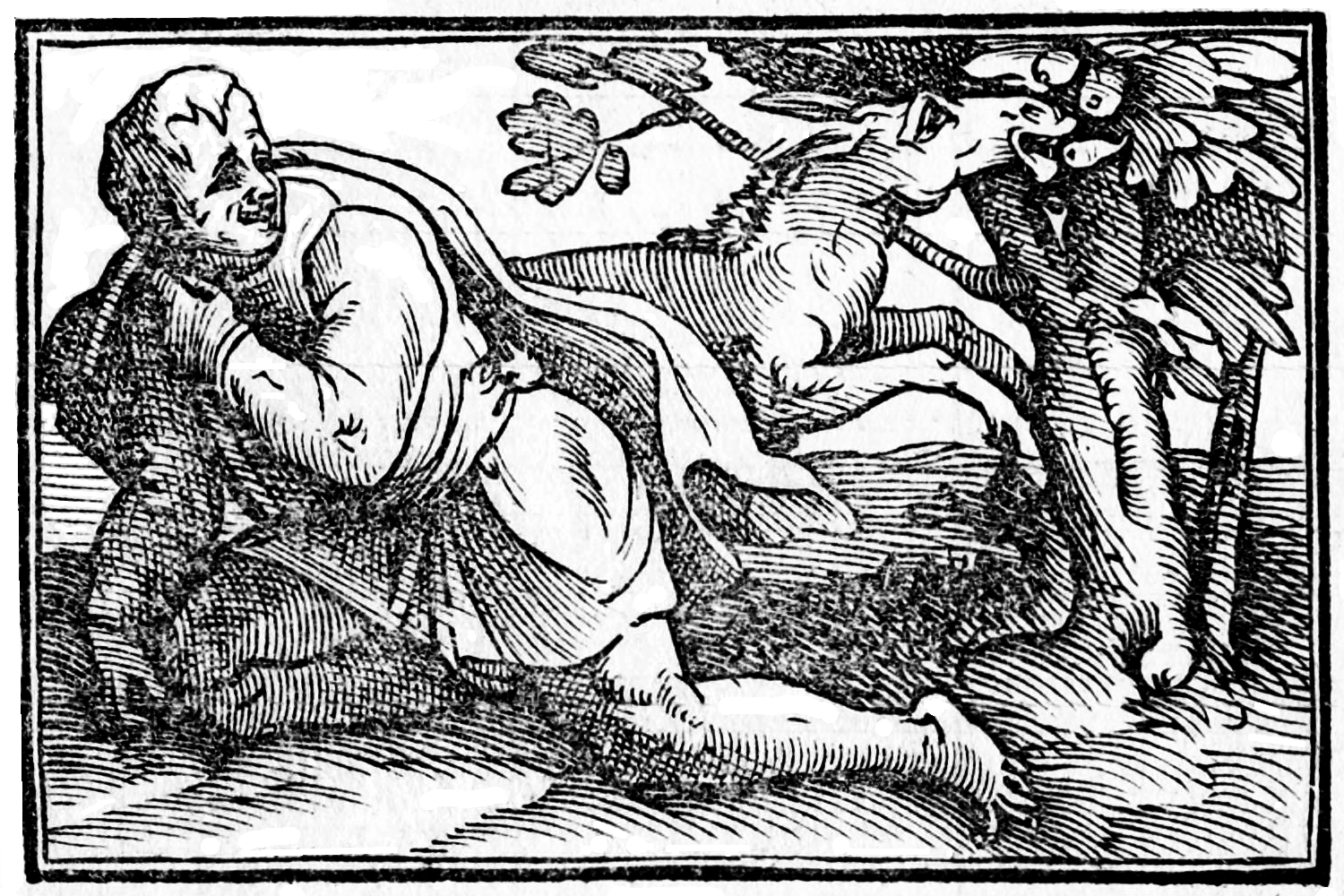
Grabado de los últimos momentos de la vida del filósofo Crisipo por Giuseppe Porta.

Crisipo murió durante la olimpíada 143 (208-204 a. C.), a la edad de 73 años. Diógenes Laercio da dos explicaciones diferentes de su muerte. En el primer relato se dice que Crisipo fue presa de vértigos al haber bebido vino sin diluir en una fiesta, y murió poco después. En el segundo relato se dice que estaba viendo a un burro comer algunos higos y exclamó: «Ahora dale al burro una copa de vino puro para acompañar los higos», tras lo cual murió en un ataque de risa. Su sobrino Aristocreón erigió una estatua en su honor en Cerámico. Crisipo fue sucedido como jefe de la escuela estoica por su discípulo Zenón de Tarso. De sus escritos, ninguno ha sobrevivido, excepto algunos fragmentos integrados en las obras de autores posteriores, como Cicerón, Séneca, Galeno, Plutarco, entre otros. Además fragmentos de dos obras de Crisipo se conservan entre los papiros hallados en la Villa de los Papiros de Herculano.

## Obra
Los estoicos dividían la lógica en retórica y dialéctica. Crisipo dio para la lógica una definición exacta de la proposición y de las reglas concernientes a la división sistemática de todas las proposiciones en simples y compuestas.
Crisipo fue un escritor prolífico. Se dice que rara vez se acostaba sin escribir 500 líneas. Se le atribuye la redacción de más de 705 obras. Su deseo de ser completo hacía que tomara ambos lados de un argumento y sus opositores lo acusaron de llenar sus libros con frases de otros. Fue considerado difuso y oscuro en sus declaraciones y descuidado en su estilo, pero sus habilidades fueron muy bien valoradas, y llegó a ser visto como una autoridad preeminente para la escuela.
Recientemente, se descubrieron fragmentos de algunas de sus obras entre los papiros de Herculano.